# Wenzel Eusebius von Lobkowitz

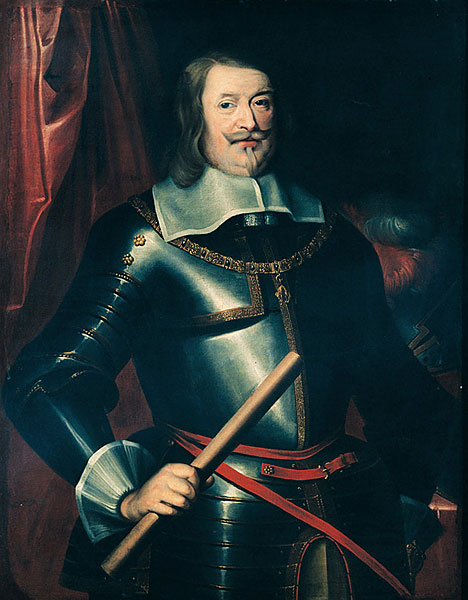
Wenzel Eusebius von Lobkowitz

Wenzel Eusebius von Lobkowitz, född 30 januari 1609, död 22 april 1677 i Raudnitz, var en österrikisk furste, militär och statsman, från 1646 hertig av Żagań.
Lobkowitz användes under 30-åriga kriget i en mängd uppdrag av både militär och diplomatisk natur. Han blev 1662 hovkrigsrådspresident, 1669 president i geheimerådet och ledare för kejserliga politiken. 1674 föll Lobkowitz i onåd, avskedades och förvisades från hovet.